# 3052 Herzen
A 3052 Herzen (ideiglenes jelöléssel 1976 YJ3) a Naprendszer kisbolygóövében található aszteroida. Ljudmila Ivanovna Csernih fedezte fel 1976. december 16-án.